# Tour de Guangxi 2019
La 3.ª edición del Tour de Guangxi (nombre oficial: Gree-Tour of Guangxi) fue una carrera de ciclismo en ruta por etapas que se celebró en la República Popular China en la región autónoma Zhuang de Guangxi, entre el 17 y el 22 de octubre de 2019, con inicio en la ciudad de Beihai y final en la ciudad de Guilin sobre un recorrido de 972,8 kilómetros.
La carrera formó parte del UCI WorldTour 2019, siendo la trigésima octava y última competición del calendario de máxima categoría mundial. El vencedor final fue el español Enric Mas del Deceuninck-Quick Step seguido del colombiano Daniel Felipe Martínez y el italiano Diego Rosa del INEOS.

## Equipos participantes
Tomaron parte en la carrera 18 equipos: 15 de categoría UCI WorldTeam; y 3 de categoría Profesional Continental. Formando así un pelotón de 123 ciclistas de los que acabaron 118. Los equipos participantes fueron:
| WorldTeams (15)- Astana - Bahrain-Merida - Bora-hansgrohe - CCC Team - Deceuninck-Quick Step - Dimension Data - EF Education First - Team Jumbo-Visma - Lotto Soudal - Mitchelton-Scott - Ineos - UAE Team Emirates - Katusha-Alpecin - Team Sunweb - Trek-Segafredo Equipos continentales profesionales (3)- Total Direct Énergie - Israel Cycling Academy - Wanty-Groupe Gobert |
| |

## Recorrido
El Tour de Guangxi dispuso de seis etapas para un recorrido total de 972,8 kilómetros a través de la región autónoma Zhuang de Guangxi; dividido en dos etapas llanas, tres etapas de media montaña, y una etapa de montaña con final en alto en Mashan Nongla Scenic Area, lo que a menudo desempeña un papel decisivo en la carrera.
| Etapa     | Fecha     | Recorrido                           | type                   | Distancia (km) | Ganador          | Líder            |
| --------- | --------- | ----------------------------------- | ---------------------- | -------------- | ---------------- | ---------------- |
| 1.ª etapa | 17 de oct | Beihai – Beihai                     | etapa llana            | 135,6          | Fernando Gaviria | Fernando Gaviria |
| 2.ª etapa | 18 de oct | Beihai – Qinzhou                    | etapa llana            | 152,3          | Daniel McLay     | Pascal Ackermann |
| 3.ª etapa | 19 de oct | Nanning – Nanning                   | etapa escarpada        | 143            | Pascal Ackermann | Pascal Ackermann |
| 4.ª etapa | 20 de oct | Nanning – Mashan Nongla Scenic Area | etapa de montaña       | 161,4          | Enric Mas        | Enric Mas        |
| 5.ª etapa | 21 de oct | Liuzhou – Guilin                    | etapa de media montaña | 212,2          | Fernando Gaviria | Enric Mas        |
| 6.ª etapa | 21 de oct | Guilin – Guilin                     | etapa escarpada        | 168,3          | Pascal Ackermann | Enric Mas        |

## Desarrollo de la carrera

### 1.ª etapa
| Beihai - Beihai | etapa llana | (135,6 km) |

| \| Clasificación de la etapa \| Clasificación de la etapa \| Clasificación de la etapa \| Clasificación de la etapa \| Clasificación de la etapa \| \| Ciclista \| Ciclista \| Equipo \| Tiempo \| \| \| ------------------------- \| ------------------------- \| ------------------------- \| ------------------------- \| ------------------------- \| \| 1.º \| Fernando Gaviria \| UAE Team Emirates \| 2 h 53 min 42 s \| \| \| 2.º \| Pascal Ackermann \| Bora-Hansgrohe \| + 0 s \| \| \| 3.º \| Matteo Trentin \| Mitchelton-Scott \| + 0 s \| \| \| 4.º \| Phil Bauhaus \| Bahrain-Merida \| + 0 s \| \| \| 5.º \| Matteo Moschetti \| Trek-Segafredo \| + 0 s \| \| \| 6.º \| Max Kanter \| Team Sunweb \| + 0 s \| \| \| 7.º \| Davide Martinelli \| Deceuninck-Quick Step \| + 0 s \| \| \| 8.º \| Jakub Mareczko \| CCC Team \| + 0 s \| \| \| 9.º \| Riccardo Minali \| Israel Cycling Academy \| + 0 s \| \| \| 10.º \| Davide Ballerini \| Astana \| + 0 s \| \| |                   |                        |                 |
| |                   |                        |                 |
| Fuente: ProCyclingStats |                   |                        |                 |
| Clasificación de la etapa |                   |                        |                 |
| Ciclista | Ciclista          | Equipo                 | Tiempo          |
| 1.º | Fernando Gaviria  | UAE Team Emirates      | 2 h 53 min 42 s |
| 2.º | Pascal Ackermann  | Bora-Hansgrohe         | + 0 s           |
| 3.º | Matteo Trentin    | Mitchelton-Scott       | + 0 s           |
| 4.º | Phil Bauhaus      | Bahrain-Merida         | + 0 s           |
| 5.º | Matteo Moschetti  | Trek-Segafredo         | + 0 s           |
| 6.º | Max Kanter        | Team Sunweb            | + 0 s           |
| 7.º | Davide Martinelli | Deceuninck-Quick Step  | + 0 s           |
| 8.º | Jakub Mareczko    | CCC Team               | + 0 s           |
| 9.º | Riccardo Minali   | Israel Cycling Academy | + 0 s           |
| 10.º | Davide Ballerini  | Astana                 | + 0 s           |

| \| Clasificación general \| Clasificación general \| Clasificación general \| Clasificación general \| Clasificación general \| \| Ciclista \| Ciclista \| Equipo \| Tiempo \| \| \| --------------------- \| --------------------- \| --------------------- \| --------------------- \| --------------------- \| \| 1.º \| Fernando Gaviria \| UAE Team Emirates \| 2 h 53 min 42 s \| \| \| 2.º \| Pascal Ackermann \| Bora-Hansgrohe \| + 4 s \| \| \| 3.º \| Matteo Trentin \| Mitchelton-Scott \| + 6 s \| \| \| 4.º \| Josef Černý \| CCC Team \| + 6 s \| \| \| 5.º \| Mikkel Honoré \| Deceuninck-Quick Step \| + 6 s \| \| \| 6.º \| Ryan Mullen \| Trek-Segafredo \| + 6 s \| \| \| 7.º \| Phil Bauhaus \| Bahrain-Merida \| + 10 s \| \| \| 8.º \| Matteo Moschetti \| Trek-Segafredo \| + 10 s \| \| \| 9.º \| Max Kanter \| Team Sunweb \| + 10 s \| \| \| 10.º \| Davide Martinelli \| Deceuninck-Quick Step \| + 10 s \| \| |                   |                       |                 |
| |                   |                       |                 |
| Fuente: ProCyclingStats |                   |                       |                 |
| Clasificación general |                   |                       |                 |
| Ciclista | Ciclista          | Equipo                | Tiempo          |
| 1.º | Fernando Gaviria  | UAE Team Emirates     | 2 h 53 min 42 s |
| 2.º | Pascal Ackermann  | Bora-Hansgrohe        | + 4 s           |
| 3.º | Matteo Trentin    | Mitchelton-Scott      | + 6 s           |
| 4.º | Josef Černý       | CCC Team              | + 6 s           |
| 5.º | Mikkel Honoré     | Deceuninck-Quick Step | + 6 s           |
| 6.º | Ryan Mullen       | Trek-Segafredo        | + 6 s           |
| 7.º | Phil Bauhaus      | Bahrain-Merida        | + 10 s          |
| 8.º | Matteo Moschetti  | Trek-Segafredo        | + 10 s          |
| 9.º | Max Kanter        | Team Sunweb           | + 10 s          |
| 10.º | Davide Martinelli | Deceuninck-Quick Step | + 10 s          |

### 2.ª etapa
| Beihai - Qinzhou | etapa llana | (152,3 km) |

| \| Clasificación de la etapa \| Clasificación de la etapa \| Clasificación de la etapa \| Clasificación de la etapa \| Clasificación de la etapa \| \| Ciclista \| Ciclista \| Equipo \| Tiempo \| \| \| ------------------------- \| ------------------------- \| ------------------------- \| ------------------------- \| ------------------------- \| \| 1.º \| Daniel McLay \| EF Education First \| 3 h 45 min 04 s \| \| \| 2.º \| Pascal Ackermann \| Bora-Hansgrohe \| + 0 s \| \| \| 3.º \| Matteo Trentin \| Mitchelton-Scott \| + 0 s \| \| \| 4.º \| Jonas Koch \| CCC Team \| + 0 s \| \| \| 5.º \| Davide Ballerini \| Astana \| + 0 s \| \| \| 6.º \| Jakub Mareczko \| CCC Team \| + 0 s \| \| \| 7.º \| Timothy Dupont \| Wanty-Gobert \| + 0 s \| \| \| 8.º \| Fernando Gaviria \| UAE Team Emirates \| + 0 s \| \| \| 9.º \| John Degenkolb \| Trek-Segafredo \| + 0 s \| \| \| 10.º \| Riccardo Minali \| Israel Cycling Academy \| + 0 s \| \| |                  |                        |                 |
| |                  |                        |                 |
| Fuente: ProCyclingStats |                  |                        |                 |
| Clasificación de la etapa |                  |                        |                 |
| Ciclista | Ciclista         | Equipo                 | Tiempo          |
| 1.º | Daniel McLay     | EF Education First     | 3 h 45 min 04 s |
| 2.º | Pascal Ackermann | Bora-Hansgrohe         | + 0 s           |
| 3.º | Matteo Trentin   | Mitchelton-Scott       | + 0 s           |
| 4.º | Jonas Koch       | CCC Team               | + 0 s           |
| 5.º | Davide Ballerini | Astana                 | + 0 s           |
| 6.º | Jakub Mareczko   | CCC Team               | + 0 s           |
| 7.º | Timothy Dupont   | Wanty-Gobert           | + 0 s           |
| 8.º | Fernando Gaviria | UAE Team Emirates      | + 0 s           |
| 9.º | John Degenkolb   | Trek-Segafredo         | + 0 s           |
| 10.º | Riccardo Minali  | Israel Cycling Academy | + 0 s           |

| \| Clasificación general \| Clasificación general \| Clasificación general \| Clasificación general \| Clasificación general \| \| Ciclista \| Ciclista \| Equipo \| Tiempo \| \| \| --------------------- \| --------------------- \| --------------------- \| --------------------- \| --------------------- \| \| 1.º \| Pascal Ackermann \| Bora-Hansgrohe \| 6 h 38 min 34 s \| \| \| 2.º \| Fernando Gaviria \| UAE Team Emirates \| + 2 s \| \| \| 3.º \| Daniel McLay \| EF Education First \| + 2 s \| \| \| 4.º \| Matteo Trentin \| Mitchelton-Scott \| + 4 s \| \| \| 5.º \| Jérôme Cousin \| Total Direct Énergie \| + 6 s \| \| \| 6.º \| Josef Černý \| CCC Team \| + 8 s \| \| \| 7.º \| Mikkel Honoré \| Deceuninck-Quick Step \| + 8 s \| \| \| 8.º \| Laurens de Vreese \| Astana \| + 9 s \| \| \| 9.º \| Sep Vanmarcke \| EF Education First \| + 9 s \| \| \| 10.º \| Jakub Mareczko \| CCC Team \| + 12 s \| \| |                   |                       |                 |
| |                   |                       |                 |
| Fuente: ProCyclingStats |                   |                       |                 |
| Clasificación general |                   |                       |                 |
| Ciclista | Ciclista          | Equipo                | Tiempo          |
| 1.º | Pascal Ackermann  | Bora-Hansgrohe        | 6 h 38 min 34 s |
| 2.º | Fernando Gaviria  | UAE Team Emirates     | + 2 s           |
| 3.º | Daniel McLay      | EF Education First    | + 2 s           |
| 4.º | Matteo Trentin    | Mitchelton-Scott      | + 4 s           |
| 5.º | Jérôme Cousin     | Total Direct Énergie  | + 6 s           |
| 6.º | Josef Černý       | CCC Team              | + 8 s           |
| 7.º | Mikkel Honoré     | Deceuninck-Quick Step | + 8 s           |
| 8.º | Laurens de Vreese | Astana                | + 9 s           |
| 9.º | Sep Vanmarcke     | EF Education First    | + 9 s           |
| 10.º | Jakub Mareczko    | CCC Team              | + 12 s          |

### 3.ª etapa
| Nanning - Nanning | etapa escarpada | (143 km) |

| \| Clasificación de la etapa \| Clasificación de la etapa \| Clasificación de la etapa \| Clasificación de la etapa \| Clasificación de la etapa \| \| Ciclista \| Ciclista \| Equipo \| Tiempo \| \| \| ------------------------- \| ------------------------- \| ------------------------- \| ------------------------- \| ------------------------- \| \| 1.º \| Pascal Ackermann \| Bora-Hansgrohe \| 3 h 19 min 21 s \| \| \| 2.º \| Aleksandr Ryabushenko \| UAE Team Emirates \| + 0 s \| \| \| 3.º \| Matteo Trentin \| Mitchelton-Scott \| + 0 s \| \| \| 4.º \| Nikias Arndt \| Team Sunweb \| + 0 s \| \| \| 5.º \| Petr Vakoč \| Deceuninck-Quick Step \| + 0 s \| \| \| 6.º \| Lilian Calmejane \| Total Direct Énergie \| + 0 s \| \| \| 7.º \| Sep Vanmarcke \| EF Education First \| + 0 s \| \| \| 8.º \| Kiel Reijnen \| Trek-Segafredo \| + 0 s \| \| \| 9.º \| Davide Martinelli \| Deceuninck-Quick Step \| + 0 s \| \| \| 10.º \| Merhawi Kudus \| Astana \| + 0 s \| \| |                       |                       |                 |
| |                       |                       |                 |
| Fuente: ProCyclingStats |                       |                       |                 |
| Clasificación de la etapa |                       |                       |                 |
| Ciclista | Ciclista              | Equipo                | Tiempo          |
| 1.º | Pascal Ackermann      | Bora-Hansgrohe        | 3 h 19 min 21 s |
| 2.º | Aleksandr Ryabushenko | UAE Team Emirates     | + 0 s           |
| 3.º | Matteo Trentin        | Mitchelton-Scott      | + 0 s           |
| 4.º | Nikias Arndt          | Team Sunweb           | + 0 s           |
| 5.º | Petr Vakoč            | Deceuninck-Quick Step | + 0 s           |
| 6.º | Lilian Calmejane      | Total Direct Énergie  | + 0 s           |
| 7.º | Sep Vanmarcke         | EF Education First    | + 0 s           |
| 8.º | Kiel Reijnen          | Trek-Segafredo        | + 0 s           |
| 9.º | Davide Martinelli     | Deceuninck-Quick Step | + 0 s           |
| 10.º | Merhawi Kudus         | Astana                | + 0 s           |

| \| Clasificación general \| Clasificación general \| Clasificación general \| Clasificación general \| Clasificación general \| \| Ciclista \| Ciclista \| Equipo \| Tiempo \| \| \| --------------------- \| --------------------- \| ---------------------- \| --------------------- \| --------------------- \| \| 1.º \| Pascal Ackermann \| Bora-Hansgrohe \| 9 h 57 min 45 s \| \| \| 2.º \| Matteo Trentin \| Mitchelton-Scott \| + 7 s \| \| \| 3.º \| Aleksandr Ryabushenko \| UAE Team Emirates \| + 16 s \| \| \| 4.º \| Mikkel Honoré \| Deceuninck-Quick Step \| + 18 s \| \| \| 5.º \| Sep Vanmarcke \| EF Education First \| + 19 s \| \| \| 6.º \| Jacopo Mosca \| Trek-Segafredo \| + 19 s \| \| \| 7.º \| Davide Villella \| Astana \| + 21 s \| \| \| 8.º \| Davide Martinelli \| Deceuninck-Quick Step \| + 22 s \| \| \| 9.º \| Max Kanter \| Team Sunweb \| + 22 s \| \| \| 10.º \| Itamar Einhorn \| Israel Cycling Academy \| + 22 s \| \| |                       |                        |                 |
| |                       |                        |                 |
| Fuente: ProCyclingStats |                       |                        |                 |
| Clasificación general |                       |                        |                 |
| Ciclista | Ciclista              | Equipo                 | Tiempo          |
| 1.º | Pascal Ackermann      | Bora-Hansgrohe         | 9 h 57 min 45 s |
| 2.º | Matteo Trentin        | Mitchelton-Scott       | + 7 s           |
| 3.º | Aleksandr Ryabushenko | UAE Team Emirates      | + 16 s          |
| 4.º | Mikkel Honoré         | Deceuninck-Quick Step  | + 18 s          |
| 5.º | Sep Vanmarcke         | EF Education First     | + 19 s          |
| 6.º | Jacopo Mosca          | Trek-Segafredo         | + 19 s          |
| 7.º | Davide Villella       | Astana                 | + 21 s          |
| 8.º | Davide Martinelli     | Deceuninck-Quick Step  | + 22 s          |
| 9.º | Max Kanter            | Team Sunweb            | + 22 s          |
| 10.º | Itamar Einhorn        | Israel Cycling Academy | + 22 s          |

### 4.ª etapa
| Nanning - Mashan Nongla Scenic Area | etapa de montaña | (161,4 km) |

| \| Clasificación de la etapa \| Clasificación de la etapa \| Clasificación de la etapa \| Clasificación de la etapa \| Clasificación de la etapa \| \| Ciclista \| Ciclista \| Equipo \| Tiempo \| \| \| ------------------------- \| ------------------------- \| ------------------------- \| ------------------------- \| ------------------------- \| \| 1.º \| Enric Mas \| Deceuninck-Quick Step \| 3 h 52 min 53 s \| \| \| 2.º \| Daniel Felipe Martínez \| EF Education First \| + 1 s \| \| \| 3.º \| Diego Rosa \| Team Ineos \| + 8 s \| \| \| 4.º \| Antwan Tolhoek \| Team Jumbo-Visma \| + 12 s \| \| \| 5.º \| Felix Großschartner \| Bora-Hansgrohe \| + 19 s \| \| \| 6.º \| Odd Christian Eiking \| Wanty-Gobert \| + 19 s \| \| \| 7.º \| Carl Fredrik Hagen \| Lotto-Soudal \| + 19 s \| \| \| 8.º \| David de la Cruz \| Team Ineos \| + 19 s \| \| \| 9.º \| Martijn Tusveld \| Team Sunweb \| + 28 s \| \| \| 10.º \| Davide Villella \| Astana \| + 28 s \| \| |                        |                       |                 |
| |                        |                       |                 |
| Fuente: ProCyclingStats |                        |                       |                 |
| Clasificación de la etapa |                        |                       |                 |
| Ciclista | Ciclista               | Equipo                | Tiempo          |
| 1.º | Enric Mas              | Deceuninck-Quick Step | 3 h 52 min 53 s |
| 2.º | Daniel Felipe Martínez | EF Education First    | + 1 s           |
| 3.º | Diego Rosa             | Team Ineos            | + 8 s           |
| 4.º | Antwan Tolhoek         | Team Jumbo-Visma      | + 12 s          |
| 5.º | Felix Großschartner    | Bora-Hansgrohe        | + 19 s          |
| 6.º | Odd Christian Eiking   | Wanty-Gobert          | + 19 s          |
| 7.º | Carl Fredrik Hagen     | Lotto-Soudal          | + 19 s          |
| 8.º | David de la Cruz       | Team Ineos            | + 19 s          |
| 9.º | Martijn Tusveld        | Team Sunweb           | + 28 s          |
| 10.º | Davide Villella        | Astana                | + 28 s          |

| \| Clasificación general \| Clasificación general \| Clasificación general \| Clasificación general \| Clasificación general \| \| Ciclista \| Ciclista \| Equipo \| Tiempo \| \| \| --------------------- \| ---------------------- \| --------------------- \| --------------------- \| --------------------- \| \| 1.º \| Enric Mas \| Deceuninck-Quick Step \| 13 h 50 min 50 s \| \| \| 2.º \| Daniel Felipe Martínez \| EF Education First \| + 5 s \| \| \| 3.º \| Diego Rosa \| Team Ineos \| + 14 s \| \| \| 4.º \| Antwan Tolhoek \| Team Jumbo-Visma \| + 22 s \| \| \| 5.º \| Carl Fredrik Hagen \| Lotto-Soudal \| + 29 s \| \| \| 6.º \| Felix Großschartner \| Bora-Hansgrohe \| + 29 s \| \| \| 7.º \| Odd Christian Eiking \| Wanty-Gobert \| + 29 s \| \| \| 8.º \| David de la Cruz \| Team Ineos \| + 29 s \| \| \| 9.º \| Davide Villella \| Astana \| + 37 s \| \| \| 10.º \| Martijn Tusveld \| Team Sunweb \| + 38 s \| \| |                        |                       |                  |
| |                        |                       |                  |
| Fuente: ProCyclingStats |                        |                       |                  |
| Clasificación general |                        |                       |                  |
| Ciclista | Ciclista               | Equipo                | Tiempo           |
| 1.º | Enric Mas              | Deceuninck-Quick Step | 13 h 50 min 50 s |
| 2.º | Daniel Felipe Martínez | EF Education First    | + 5 s            |
| 3.º | Diego Rosa             | Team Ineos            | + 14 s           |
| 4.º | Antwan Tolhoek         | Team Jumbo-Visma      | + 22 s           |
| 5.º | Carl Fredrik Hagen     | Lotto-Soudal          | + 29 s           |
| 6.º | Felix Großschartner    | Bora-Hansgrohe        | + 29 s           |
| 7.º | Odd Christian Eiking   | Wanty-Gobert          | + 29 s           |
| 8.º | David de la Cruz       | Team Ineos            | + 29 s           |
| 9.º | Davide Villella        | Astana                | + 37 s           |
| 10.º | Martijn Tusveld        | Team Sunweb           | + 38 s           |

### 5.ª etapa
| Liuzhou - Guilin | etapa de media montaña | (212,2 km) |

| \| Clasificación de la etapa \| Clasificación de la etapa \| Clasificación de la etapa \| Clasificación de la etapa \| Clasificación de la etapa \| \| Ciclista \| Ciclista \| Equipo \| Tiempo \| \| \| ------------------------- \| ------------------------- \| ------------------------- \| ------------------------- \| ------------------------- \| \| 1.º \| Fernando Gaviria \| UAE Team Emirates \| 5 h 13 min 42 s \| \| \| 2.º \| Pascal Ackermann \| Bora-Hansgrohe \| + 0 s \| \| \| 3.º \| Matteo Trentin \| Mitchelton-Scott \| + 0 s \| \| \| 4.º \| Phil Bauhaus \| Bahrain-Merida \| + 0 s \| \| \| 5.º \| Timothy Dupont \| Wanty-Gobert \| + 0 s \| \| \| 6.º \| Benjamin Swift \| Team Ineos \| + 0 s \| \| \| 7.º \| Max Kanter \| Team Sunweb \| + 0 s \| \| \| 8.º \| Davide Martinelli \| Deceuninck-Quick Step \| + 0 s \| \| \| 9.º \| John Degenkolb \| Trek-Segafredo \| + 0 s \| \| \| 10.º \| Victor Campenaerts \| Lotto-Soudal \| + 0 s \| \| |                    |                       |                 |
| |                    |                       |                 |
| Fuente: ProCyclingStats |                    |                       |                 |
| Clasificación de la etapa |                    |                       |                 |
| Ciclista | Ciclista           | Equipo                | Tiempo          |
| 1.º | Fernando Gaviria   | UAE Team Emirates     | 5 h 13 min 42 s |
| 2.º | Pascal Ackermann   | Bora-Hansgrohe        | + 0 s           |
| 3.º | Matteo Trentin     | Mitchelton-Scott      | + 0 s           |
| 4.º | Phil Bauhaus       | Bahrain-Merida        | + 0 s           |
| 5.º | Timothy Dupont     | Wanty-Gobert          | + 0 s           |
| 6.º | Benjamin Swift     | Team Ineos            | + 0 s           |
| 7.º | Max Kanter         | Team Sunweb           | + 0 s           |
| 8.º | Davide Martinelli  | Deceuninck-Quick Step | + 0 s           |
| 9.º | John Degenkolb     | Trek-Segafredo        | + 0 s           |
| 10.º | Victor Campenaerts | Lotto-Soudal          | + 0 s           |

| \| Clasificación general \| Clasificación general \| Clasificación general \| Clasificación general \| Clasificación general \| \| Ciclista \| Ciclista \| Equipo \| Tiempo \| \| \| --------------------- \| ---------------------- \| --------------------- \| --------------------- \| --------------------- \| \| 1.º \| Enric Mas \| Deceuninck-Quick Step \| 19 h 04 min 32 s \| \| \| 2.º \| Daniel Felipe Martínez \| EF Education First \| + 5 s \| \| \| 3.º \| Diego Rosa \| Team Ineos \| + 14 s \| \| \| 4.º \| Antwan Tolhoek \| Team Jumbo-Visma \| + 22 s \| \| \| 5.º \| Carl Fredrik Hagen \| Lotto-Soudal \| + 29 s \| \| \| 6.º \| Felix Großschartner \| Bora-Hansgrohe \| + 29 s \| \| \| 7.º \| Odd Christian Eiking \| Wanty-Gobert \| + 29 s \| \| \| 8.º \| David de la Cruz \| Team Ineos \| + 29 s \| \| \| 9.º \| Davide Villella \| Astana \| + 37 s \| \| \| 10.º \| Martijn Tusveld \| Team Sunweb \| + 38 s \| \| |                        |                       |                  |
| |                        |                       |                  |
| Fuente: ProCyclingStats |                        |                       |                  |
| Clasificación general |                        |                       |                  |
| Ciclista | Ciclista               | Equipo                | Tiempo           |
| 1.º | Enric Mas              | Deceuninck-Quick Step | 19 h 04 min 32 s |
| 2.º | Daniel Felipe Martínez | EF Education First    | + 5 s            |
| 3.º | Diego Rosa             | Team Ineos            | + 14 s           |
| 4.º | Antwan Tolhoek         | Team Jumbo-Visma      | + 22 s           |
| 5.º | Carl Fredrik Hagen     | Lotto-Soudal          | + 29 s           |
| 6.º | Felix Großschartner    | Bora-Hansgrohe        | + 29 s           |
| 7.º | Odd Christian Eiking   | Wanty-Gobert          | + 29 s           |
| 8.º | David de la Cruz       | Team Ineos            | + 29 s           |
| 9.º | Davide Villella        | Astana                | + 37 s           |
| 10.º | Martijn Tusveld        | Team Sunweb           | + 38 s           |

### 6.ª etapa
| Guilin - Guilin | etapa escarpada | (168,3 km) |

| \| Clasificación de la etapa \| Clasificación de la etapa \| Clasificación de la etapa \| Clasificación de la etapa \| Clasificación de la etapa \| \| Ciclista \| Ciclista \| Equipo \| Tiempo \| \| \| ------------------------- \| ------------------------- \| ------------------------- \| ------------------------- \| ------------------------- \| \| 1.º \| Pascal Ackermann \| Bora-Hansgrohe \| 3 h 38 min 10 s \| \| \| 2.º \| Juan Sebastián Molano \| UAE Team Emirates \| + 0 s \| \| \| 3.º \| Timo Roosen \| Team Jumbo-Visma \| + 0 s \| \| \| 4.º \| Rüdiger Selig \| Bora-Hansgrohe \| + 0 s \| \| \| 5.º \| Jakub Mareczko \| CCC Team \| + 0 s \| \| \| 6.º \| Asbjørn Kragh Andersen \| Team Sunweb \| + 0 s \| \| \| 7.º \| Matteo Trentin \| Mitchelton-Scott \| + 0 s \| \| \| 8.º \| Daniel McLay \| EF Education First \| + 0 s \| \| \| 9.º \| Hamish Schreurs \| Israel Cycling Academy \| + 0 s \| \| \| 10.º \| Max Kanter \| Team Sunweb \| + 0 s \| \| |                        |                        |                 |
| |                        |                        |                 |
| Fuente: ProCyclingStats |                        |                        |                 |
| Clasificación de la etapa |                        |                        |                 |
| Ciclista | Ciclista               | Equipo                 | Tiempo          |
| 1.º | Pascal Ackermann       | Bora-Hansgrohe         | 3 h 38 min 10 s |
| 2.º | Juan Sebastián Molano  | UAE Team Emirates      | + 0 s           |
| 3.º | Timo Roosen            | Team Jumbo-Visma       | + 0 s           |
| 4.º | Rüdiger Selig          | Bora-Hansgrohe         | + 0 s           |
| 5.º | Jakub Mareczko         | CCC Team               | + 0 s           |
| 6.º | Asbjørn Kragh Andersen | Team Sunweb            | + 0 s           |
| 7.º | Matteo Trentin         | Mitchelton-Scott       | + 0 s           |
| 8.º | Daniel McLay           | EF Education First     | + 0 s           |
| 9.º | Hamish Schreurs        | Israel Cycling Academy | + 0 s           |
| 10.º | Max Kanter             | Team Sunweb            | + 0 s           |

## Clasificaciones finales
- Las clasificaciones finalizaron de la siguiente forma:[3]

### Clasificación general
| \| Clasificación general \| Clasificación general \| Clasificación general \| Clasificación general \| Clasificación general \| \| Ciclista \| Ciclista \| Equipo \| Tiempo \| \| \| --------------------- \| ---------------------- \| --------------------- \| --------------------- \| --------------------- \| \| 1.º \| Enric Mas \| Deceuninck-Quick Step \| 22 h 42 min 42 s \| \| \| 2.º \| Daniel Felipe Martínez \| EF Education First \| + 5 s \| \| \| 3.º \| Diego Rosa \| Team Ineos \| + 14 s \| \| \| 4.º \| Antwan Tolhoek \| Team Jumbo-Visma \| + 22 s \| \| \| 5.º \| Felix Großschartner \| Bora-Hansgrohe \| + 29 s \| \| \| 6.º \| Odd Christian Eiking \| Wanty-Gobert \| + 29 s \| \| \| 7.º \| Carl Fredrik Hagen \| Lotto-Soudal \| + 29 s \| \| \| 8.º \| David de la Cruz \| Team Ineos \| + 29 s \| \| \| 9.º \| Davide Villella \| Astana \| + 37 s \| \| \| 10.º \| Martijn Tusveld \| Team Sunweb \| + 38 s \| \| |                        |                       |                  |
| |                        |                       |                  |
| Fuente: ProCyclingStats |                        |                       |                  |
| Clasificación general |                        |                       |                  |
| Ciclista | Ciclista               | Equipo                | Tiempo           |
| 1.º | Enric Mas              | Deceuninck-Quick Step | 22 h 42 min 42 s |
| 2.º | Daniel Felipe Martínez | EF Education First    | + 5 s            |
| 3.º | Diego Rosa             | Team Ineos            | + 14 s           |
| 4.º | Antwan Tolhoek         | Team Jumbo-Visma      | + 22 s           |
| 5.º | Felix Großschartner    | Bora-Hansgrohe        | + 29 s           |
| 6.º | Odd Christian Eiking   | Wanty-Gobert          | + 29 s           |
| 7.º | Carl Fredrik Hagen     | Lotto-Soudal          | + 29 s           |
| 8.º | David de la Cruz       | Team Ineos            | + 29 s           |
| 9.º | Davide Villella        | Astana                | + 37 s           |
| 10.º | Martijn Tusveld        | Team Sunweb           | + 38 s           |

### Clasificación por puntos
| Clasificación por puntos | Clasificación por puntos | Clasificación por puntos | Clasificación por puntos | Clasificación por puntos |
| Ciclista                 | Ciclista                 | Equipo                   | Puntos                   |                          |
| ------------------------ | ------------------------ | ------------------------ | ------------------------ | ------------------------ |
| 1.º                      | Pascal Ackermann         | Bora-Hansgrohe           | 62 pts                   |                          |
| 2.º                      | Matteo Trentin           | Mitchelton-Scott         | 42 pts                   |                          |
| 3.º                      | Fernando Gaviria         | UAE Team Emirates        | 33 pts                   |                          |
| 4.º                      | Ryan Mullen              | Trek-Segafredo           | 24 pts                   |                          |
| 5.º                      | Daniel McLay             | EF Education First       | 22 pts                   |                          |
| 6.º                      | Jay Thomson              | Dimension Data           | 18 pts                   |                          |
| 7.º                      | Enric Mas                | Deceuninck-Quick Step    | 15 pts                   |                          |
| 8.º                      | Meiyin Wang              | Bahrain-Merida           | 14 pts                   |                          |
| 9.º                      | Jakub Mareczko           | CCC Team                 | 14 pts                   |                          |
| 10.º                     | Jérôme Cousin            | Total Direct Énergie     | 12 pts                   |                          |

### Clasificación de la montaña
| Clasificación de la montaña | Clasificación de la montaña | Clasificación de la montaña | Clasificación de la montaña | Clasificación de la montaña |
| Ciclista                    | Ciclista                    | Equipo                      | Puntos                      |                             |
| --------------------------- | --------------------------- | --------------------------- | --------------------------- | --------------------------- |
| 1.º                         | Tomasz Marczynski           | Lotto-Soudal                | 40 pts                      |                             |
| 2.º                         | Guillaume Martin            | Wanty-Gobert                | 36 pts                      |                             |
| 3.º                         | Ryan Mullen                 | Trek-Segafredo              | 20 pts                      |                             |
| 4.º                         | Enric Mas                   | Deceuninck-Quick Step       | 14 pts                      |                             |
| 5.º                         | Daniel Felipe Martínez      | EF Education First          | 10 pts                      |                             |
| 6.º                         | Kévin Van Melsen            | Wanty-Gobert                | 8 pts                       |                             |
| 7.º                         | Jay Thomson                 | Dimension Data              | 7 pts                       |                             |
| 8.º                         | Jacopo Mosca                | Trek-Segafredo              | 6 pts                       |                             |
| 9.º                         | Meiyin Wang                 | Bahrain-Merida              | 6 pts                       |                             |
| 10.º                        | Davide Villella             | Astana                      | 6 pts                       |                             |

### Clasificación de los jóvenes
| Clasificación del mejor joven | Clasificación del mejor joven | Clasificación del mejor joven | Clasificación del mejor joven | Clasificación del mejor joven |
| Ciclista                      | Ciclista                      | Equipo                        | Tiempo                        |                               |
| ----------------------------- | ----------------------------- | ----------------------------- | ----------------------------- | ----------------------------- |
| 1.º                           | Enric Mas                     | Deceuninck-Quick Step         | 22 h 42 min 42 s              |                               |
| 2.º                           | Daniel Felipe Martínez        | EF Education First            | + 5 s                         |                               |
| 3.º                           | Antwan Tolhoek                | Team Jumbo-Visma              | + 22 s                        |                               |
| 4.º                           | Odd Christian Eiking          | Wanty-Gobert                  | + 29 s                        |                               |
| 5.º                           | Rémi Cavagna                  | Deceuninck-Quick Step         | + 41 s                        |                               |
| 6.º                           | Maximilian Schachmann         | Bora-Hansgrohe                | + 41 s                        |                               |
| 7.º                           | Steff Cras                    | Katusha-Alpecin               | + 41 s                        |                               |
| 8.º                           | Merhawi Kudus                 | Astana                        | + 53 s                        |                               |
| 9.º                           | Aleksandr Ryabushenko         | UAE Team Emirates             | + 1 min 15 s                  |                               |
| 10.º                          | Nick Schultz                  | Mitchelton-Scott              | + 1 min 21 s                  |                               |

### Clasificación por equipos
| Clasificación por equipos | Clasificación por equipos | Clasificación por equipos | Clasificación por equipos |
| Equipo                    | Equipo                    | Tiempo                    |                           |
| ------------------------- | ------------------------- | ------------------------- | ------------------------- |
| 1.º                       | Lotto Soudal              | 68 h 11 min 00 s          |                           |
| 2.º                       | Ineos                     | + 16 s                    |                           |
| 3.º                       | Astana                    | + 17 s                    |                           |
| 4.º                       | Wanty-Groupe Gobert       | + 33 s                    |                           |
| 5.º                       | Dimension Data            | + 1 min 30 s              |                           |
| 6.º                       | Deceuninck-Quick Step     | + 1 min 35 s              |                           |
| 7.º                       | Total Direct Énergie      | + 2 min 44 s              |                           |
| 8.º                       | Israel Cycling Academy    | + 4 min 57 s              |                           |
| 9.º                       | Team Sunweb               | + 4 min 59 s              |                           |
| 10.º                      | CCC Team                  | + 5 min 09 s              |                           |

## Evolución de las clasificaciones
| Etapa                   | Vencedor                | Clasificación general | Clasificación de la montaña | Clasificación por puntos | Clasificación de los jóvenes | Clasificación por equipos |
| ----------------------- | ----------------------- | --------------------- | --------------------------- | ------------------------ | ---------------------------- | ------------------------- |
| 1.ª                     | Fernando Gaviria        | Fernando Gaviria      | Ryan Mullen                 | Fernando Gaviria         | Fernando Gaviria             | Wanty-Gobert              |
| 2.ª                     | Daniel McLay            | Pascal Ackermann      | Guillaume Martin            | Pascal Ackermann         | Pascal Ackermann             | Wanty-Gobert              |
| 3.ª                     | Pascal Ackermann        | Pascal Ackermann      | Jacopo Mosca                | Pascal Ackermann         | Pascal Ackermann             | Wanty-Gobert              |
| 4.ª                     | Enric Mas               | Enric Mas             | Guillaume Martin            | Pascal Ackermann         | Enric Mas                    | Lotto Soudal              |
| 5.ª                     | Fernando Gaviria        | Enric Mas             | Tomasz Marczynski           | Pascal Ackermann         | Enric Mas                    | Lotto Soudal              |
| 6.ª                     | Pascal Ackermann        | Enric Mas             | Tomasz Marczynski           | Pascal Ackermann         | Enric Mas                    | Lotto Soudal              |
| Clasificaciones finales | Clasificaciones finales | Enric Mas             | Tomasz Marczynski           | Pascal Ackermann         | Enric Mas                    | Lotto Soudal              |

## Ciclistas participantes y posiciones finales
Convenciones:
- AB-N: Abandono en la etapa "N"
- FLT-N: Retiro por llegada fuera del límite de tiempo en la etapa "N"
- NTS-N: No tomó la salida para la etapa "N"
- DES-N: Descalificado o expulsado en la etapa "N"

## UCI World Ranking
El Tour de Guangxi otorgó puntos para el UCI World Ranking para corredores de los equipos en las categorías UCI WorldTeam, Profesional Continental y Equipos Continentales. Las siguientes tablas son el baremo de puntuación y los 10 corredores que obtuvieron más puntos:
| Posición              | 1.º | 2.º | 3.º | 4.º | 5.º | 6.º | 7.º | 8.º | 9.º | 10.º | 11.º | 12.º | 13.º | 14.º | 15.º-20.º | 21.º-30.º | 31.º-50.º | 51.º-55.º | 56.º-60.º |
| Clasificación general | 300 | 250 | 215 | 175 | 120 | 115 | 95  | 75  | 60  | 50   | 40   | 35   | 30   | 25   | 20        | 12        | 5         | 2         | 1         |
| Por etapa             | 40  | 15  | 6   |     |     |     |     |     |     |      |      |      |      |      |           |           |           |           |           |
| Líder                 | 6   |     |     |     |     |     |     |     |     |      |      |      |      |      |           |           |           |           |           |

| Clasificación |                        |                       |         |       |       |       |
| Ciclista      | Ciclista               | Equipo                | General | Etapa | Líder | Total |
| ------------- | ---------------------- | --------------------- | ------- | ----- | ----- | ----- |
| 1.º           | Enric Mas              | Deceuninck-Quick Step | 300     | 40    | 12    | 352   |
| 2.º           | Daniel Felipe Martínez | EF Education First    | 250     | 15    | -     | 265   |
| 3.º           | Diego Rosa             | INEOS                 | 215     | 6     | -     | 221   |
| 4.º           | Antwan Tolhoek         | Jumbo-Visma           | 175     | -     | -     | 175   |
| 5.º           | Pascal Ackermann       | Bora-Hansgrohe        | 1       | 125   | 12    | 138   |
| 6.º           | Felix Großschartner    | Bora-Hansgrohe        | 120     | -     | -     | 120   |
| 7.º           | Odd Christian Eiking   | Wanty-Gobert          | 115     | -     | -     | 115   |
| 8.º           | Carl Fredrik Hagen     | Lotto Soudal          | 95      | -     | -     | 95    |
| 9.º           | Fernando Gaviria       | UAE Emirates          | -       | 80    | 6     | 86    |
| 10.º          | David de la Cruz       | INEOS                 | 75      | -     | -     | 75    |